# 宋哲元

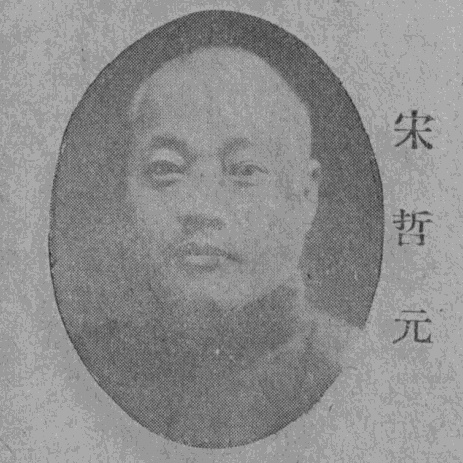

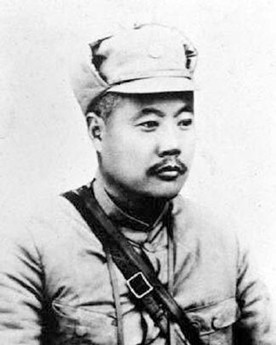

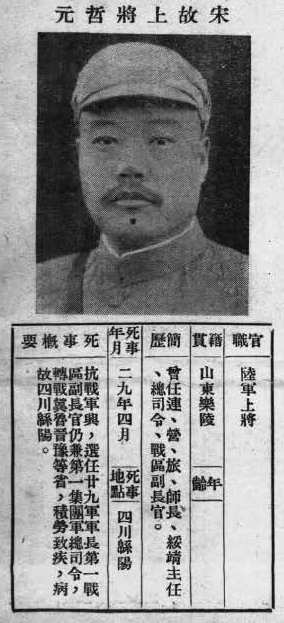
《抗戰軍人忠烈錄》（第一輯）中的宋哲元烈士遺像

宋哲元（1885年10月30日—1940年4月5日），字明軒，是一位出生於山東省樂陵縣的中華民國將領。馮玉祥手下的「五虎将」之一（其他四人为张之江、鹿鍾麟、郑金声、劉郁芬）。

## 生平

### 早年軍旅生涯
宋哲元幼年家贫，刻苦读书。清光绪三十三年（1907年）从军，入北洋陆军陆建章部武衛右軍随营武备学堂。毕业后服役于冯玉祥部，任馮玉祥的第2營哨长（哨长相当于排长）。1913年（民国2年）他升任连长。此後，他隨馮所率的第16混成旅轉戰中国各地，其間升任第2團少校團附。1916年1月1日，31岁的宋哲元与绵阳籍常淑清女士结婚，由冯玉祥主婚。
1917年（民国6年）張勳復辟，他擊破張勳的辮子軍有功。后他随冯玉祥移师武穴，攻克公安、石首，进至常德，击溃了南军的田应诏部、胡瑛部。冯玉祥升任第11师师长，宋哲元任該師的团长。
1921年（民国10年）宋哲元擊破陝西督軍陳樹藩。
民国11年（1922年）他隨馮玉祥参加第一次直奉战争支持曹锟，因擊破支持张作霖的河南督軍趙倜有功，升任第25混成旅旅長。
1924年（民国13年）10月北京政變（首都革命），馮玉祥改組所部為国民軍。宋哲元任国民軍第11師師長。翌年，他任熱河都統。他曾在承德避暑山庄里成立蚕蜂学校推广种桑养蜂，振兴热河农业。还兴办军械厂，可以小批量仿制德国毛瑟20响驳壳枪。
1926年，宋哲元部撤离承德时，市民含淚夹道相送。
1926年（民国15年）1月馮玉祥被迫下野（3月訪問蘇聯）。此後張之江、鹿鍾麟領導国民軍，在北方各派環伺下艱難求生。當時宋哲元任西路總司令，輔佐張、鹿在前綫作戰。4月，国民軍從北京撤到南口，同北方各派激戰。8月，国民軍放棄南口，撤往綏遠。
同年9月，馮玉祥復歸，其後舉行五原誓師，国民軍改組為国民聯軍，全軍加入中國國民黨。翌年，馮的部隊改爲国民革命軍第二集團軍。6月宋哲元任該集團軍第4方面軍總指揮。11月，任陝西省政府主席。此後他欲继续以武力统一陕境，在攻克东府大荔后，于1928年春亲率所部又围攻西府重镇凤翔城。至9月上旬城破后，曾下令将俘虏的党玉琨所部官兵全部杀尽，人数达5,000人以上，史称「凤翔大屠杀」。
1928年5月至6月前往河南攻打樊钟秀。
1928年习仲勋在三原县参加学生运动被捕，两个月后移往西安军事裁判处，8月间，时任陕西省政府主席宋哲元亲自提审，拍板“交保释放”。

### 長城抗戰
北伐後，馮玉祥同蒋介石矛盾激化。宋哲元參加馮的反蒋戰争。1930年（民国19年），反蒋軍最終敗北。战败后，冯玉祥餘部退居晋南地区，由宋哲元負責。蒋介石令张学良主持军事委员会北平分会。张学良将冯玉祥餘部整编，缩编为陆军第3军，下辖3个师，归东北军序列，駐山西省陽泉。1931年1月，宋哲元被正式任命為該軍軍長。1931年6月，宋哲元部整编为第29軍，宋任軍長。
九一八事变爆发后的第三天，宋哲元即率国民革命軍第二十九军全体官兵向全国发出“抗日通电”，表示：“哲元等分属军人，责在保国。谨率所部枕戈待命，宁为战死鬼，不作亡国奴，奋斗牺牲，誓雪国耻。”
1932年（民国21年）7月，宋哲元兼任察哈爾省政府主席。1933年1月2日，日军攻占山海关。10日，宋哲元奉张学良令，率29军由山西阳泉移驻北平以东的三河、宝坻、蓟县、玉田、香河一带驻防训练。第二十九军部队在宋哲元指挥下，在平东驻地准备抵抗日军入侵，迅速构筑工事，进行战前训练。2月18日，張学良發表抗日電文，宋哲元名列其中。
1933年2月22日，日本关东军调集4个师团，纠合满洲国军队总计10万余人，向热河分三路进攻。长城战役爆发。3月4日，热河省主席汤玉麟率部逃脱，日军进占热河省会承德城。万福麟指揮東北軍在喜峰口作戰失利。3月8日，宋哲元奉张学良电令接防长城线喜峰口到宽城附近阵地。随后，宋哲元指挥国民革命軍第二十九军将士在长城要隘喜峰口、罗文峪与日军展开血战。第二十九军以大刀队与日军展开搏斗，经过激战，消灭日军6,000余人，获喜峰口大捷而震动全国。（1937年，以喜峰口血战为背景创作的《大刀进行曲》的歌曲唱遍了全中国。）最終防線被突破，宋撤往通州。當時宋哲元受到中国国内輿論大力讚揚。此後馮玉祥組織的察哈爾民眾抗日同盟軍開始在華北活動。
1933年中，他因支持冯玉祥组建民众抗日同盟军并反对何应钦武力攻打同盟军部队，被撤去察哈尔省主席职务，由龐炳勳繼任。
1935年他被授为陆军二级上将。

### 平津衛戌司令時代
1935年6月20日，宋哲元自張家口抵達天津，語記者稱：對中央命令絕寺遵從，第二十九軍已交師長張自忠統率，外交由秦德純秉承中央意見辦理:4913。張北事件事後處理中，宋哲元心腹秦德純代表中国方面同日本方面代表土肥原賢二交涉。結果秦土協定締結。根據協定，宋哲元的察哈爾省政府主席一職被罷免，宋哲元深表反感。
7月，何梅協定簽訂，国民政府的主力軍從河北省撤退。結果，非中央系的宋哲元被任命為平津衛戌司令。
10月19日，宋哲元公開發表談話，說他就職後即奉中央睦鄰令努力進行，在互不侵犯、平等原則下與日本交涉，決無文字或口頭上之任何秘密條件。土肥原乃商妥關東軍出兵威脅，並於11月11日向宋哲元提出限令11月20日前宣佈「自治」，否則日軍將5個師團兵力攻取河北，6個師團兵力攻取山東。
11月19日晚，蔣得悉「日本內閣與元老等恐惹起國際糾紛，不准行使武力」之情報後，立即電示宋哲元，告以土肥原並無資格代表日本政府，令立即停止與土肥原談判。
11月20日，蔣還針對宋在11月19日給何應欽電報中提出擬在擁護中央系統下與日妥協之主張覆電宋，嚴厲予以斥責說；「來電所稱，擬在中央系統之下，以不干涉內政，不侵犯領土主權及平等互為限度」，是中了日本「誘陷之毒計」，「已超越地方官吏之地位」。這時，北平各大學校長、教務長等50餘人，當面向宋哲元表示，他們一致反對「自治」運動，要求宋力撐危局，勿使國家領土主權招致分裂。在此形勢下，宋哲元讓蕭振瀛向北平報界宣佈「華北事件停止談判」，並通知土肥原「不能於二十日宣佈自治」。

### 冀察政務委員会委员长時代
1935年12月5日，宋哲元在北平發表談話稱：華北大局自何應欽來北平統籌大計，已有轉危為安希望，「此後一切困難問題，當悉聽命何部長負責處理」:5020。
12月14日，宋哲元邀冀察政務委員會在北平委員討論籌備冀察政務委員會事，除劉哲請辭，程克養病外，餘均出席:5028。
12月18日，冀察政務委員會在北平正式成立，委員長宋哲元暨在北平各委員就職，推秦德純、劉哲、王輯唐為常務委員:5031。宋哲元並任由平津衛戌司令改稱的冀察綏靖公署主任。
12月29日，宋哲元在天津私邸歡宴日本駐屯軍司令多田等陸海軍將領20餘人:5040。此後，宋哲元將河北省划為自己的勢力範圍，蒋介石的中央不再容易控制河北。宋哲元在中国国民党中央、中国共産党、日本等国内外各種政治勢力複雜交纏之中進行協調。冀察政務委員会的設立也標誌者抗日運動被取締，中國對日本妥協。在對日本的敵視態度下，一切和日本妥協的姿態都受到中國国内輿論的撻伐。
1936年1月14日，宋哲元由北平抵達天津，1月15、1月16日與關東軍駐瀋陽特務機關長土肥原賢二、天津日駐屯軍司令多田駿等會商，宋建議任殷汝耕為天津市長，取消「冀東防共自治政府」，被日方拒絕；冀察綏靖公署在天津成立，主任宋哲元，參謀長富占魁，總參議石敬亭，秘書長王式久:5055。
2月13日，日本關東軍代表土肥原賢二在北平訪問宋哲元，密談冀察問題:5079。
3月21日，宋哲元抵達保定布置防共，派秦德純代理冀察政務委員會事務，石敬亭代理綏靖公署事務:5105。
1936年8月19日宋哲元委員長歡迎宴会上，宋哲元和秦徳純同日本方面的今井武夫、牟田口廉也、河邊正三、松村孝良、川越茂等出席。宋哲元和駐北京武官今井武夫、支那駐屯軍的田代皖一郎、香月清司、橋本群、第二十九軍軍事顧問櫻井德太郎關係良好。
1937年1月19日，宋哲元由北平至天津晤田代皖一郎，談判華北問題:5343。
1月20日，宋哲元發表《告冀察同志書》，表示：一、不參加內戰；二、保衛主權；三、剿匪，剿共；並針對日本駐華北各地領武官會議，在天津發表政策聲明稱：「國家三大要素，即主權、土地、人民，誓盡軍人天職，盡力保衛之。」:5344
1月26日，宋哲元訪田代皖一郎，交換開發華北經濟意見:5350。
1937年2月，宋哲元不顧日本激烈反對與阻撓，派秦德純參加中國國民黨五屆三中全會，並宣布「冀察外交今後將嚴格遵守中央政府的政策」:5375。
2月14日，秦德純代表宋哲元，重申冀察一切政務悉秉承中央命令處理:5365。
2月20日，田代皖一郎宴宋哲元，商談有關滄石鐵路與龍煙鐵礦事宜:5370。
3月，日本方面華北「經濟提攜」問題再次向冀察政務委員會提出要求，宋哲元明確表，「我無權與日方談這樣重大的問題，他們應當向中央政府外交部門去交涉」:5394。
4月，日本再度提出興建津石鐵路與開採龍煙鐵礦，宋哲元則提出反要求稱：「要談中日華北經濟合作，必須先撤銷冀東偽組織。」:5416。
5月11日，宋哲元以對日問題難以解決，回山東樂陵原籍暫避:5423。
5月22日，宋哲元為避開日本人無理要求，與韓復榘在山東省商河縣毛家寺會晤後，返原籍樂陵休養，決定暫不回北平；所有冀察軍政事務，交由秦德純、馮治安、張自忠分別處理:5429。
1937年7月8日，軍事委員會委員長蔣介石以蘆溝橋事變爆發，電令冀察政務委員會固守「宛平待援」；令宋哲元速回保定指揮軍事，指示宋哲元：一、不得簽定任何條約；二、不得後退一步；三、準備犧牲；並稱「宛平城應固守勿退，並須全體動員，以備事態擴大」，要求宋哲元以「不屈服、不擴大之方針，就地抵抗」:5465。
7月9日，蔣電宋哲元，「已派孫仿魯（孫連仲）兩師石家莊或保定集中及龐炳勳部與高桂滋部先向石家莊集中」，命宋哲元速回保定指揮；宋哲元覆電蔣稱，決遵照「『不喪權、不失土』之意旨，誓與周旋」:5468。
7月10日，蔣密電宋哲元稱：「守土應具決死決戰之決心與積極準備之精神應付；至談判，尤須防其奸狡之慣技，務期不喪絲毫主權為原則」；復電宋哲元稱：務望在此期間，從速構築預定之國防工事，星夜趕築。如限完成為要。」:5471宋哲元試圖通過在日本軍方面的人脈達到停戰。
7月11日，日本陸相任命香月清司中将為華北駐屯軍司令官，接替病危的田代皖一郎，並限當日到達駐地天津:5474。
7月12日，宋哲元阻中央軍止於河北南境，謂「中央大軍北上，必致激怒日人。」:5477
7月13日，蔣電宋哲元稱：「此次勝敗全在兄與中央共同一致，無論和戰，萬物單獨進行，不稍與敵方以各個擊破之隙。」:5481
7月14日，中央政府以宋哲元不依令前往保定，仍滯留天津，致平、津形勢愈形緊張，特派參謀本部次長熊斌北上保定，宋哲元密電何應欽稱：「因兵力大部在平、津附近，且平、津地當衝要，故先到津布置，俟稍有頭緒，即行赴保。」:5484；日本華北駐屯軍參謀專田盛壽又向宋哲元提出北平城內不駐、取締排日宣傳和運、罷免排日要人、徹底鎮壓共產黨等七項要求:5486。
7月15日，日本華北駐屯軍司令官香月清司晤宋哲元:5488。
7月16日，宋哲元在香月清司要求和談條款最後期限下，派天津市長張自忠與橋本群商談，聲稱是作為面折衝，並電請中央政府準備待變，表示願有限度接受日方所提道欺及撤兵要求:5494。
7月17日，蔣密電宋哲元：「調商震部原駐黃河以北之四個團，開赴石家莊集中待命。」:5497
7月18日下午，宋哲元参加日本華北駐屯軍前司令官田代皖一郎葬礼，並偕張自忠、張允榮、陳覺生、陳中孚、鄧哲熙等5人前往天津日租界明石街日軍偕行社拜訪香月清司，下午2時辭出，和平聲浪轉高，然此實為日方緩兵之計:5500。宋哲元表示對此次事變甚感遺憾，但拒绝签订解决事变之书面协定。
7月19日，宋哲元由天津返抵北平，對新聞記者發表談話稱，「本人決本國家立場、人民立場及中央意志三原則，以期蘆溝橋事件早日解決」；並下令打開封鎖之城門，拆除市內防禦設施；駐西苑之第三十七師南撤保定，改由第一三二師擔任原防；又電請中央，令北上應援之孫連仲部停止前進；张自忠、張允榮與橋木群依據7月11日協定，代表第二十九軍與日方签订解決華北衝突《细目协定》，內容為：一、排除妨害中日兩國之人物；二、徹底彈壓共產黨；三、取締排日之機關、團體及各種排日運動與教育:5503-5504。但是宋的第29軍抗日情緒高漲，而日本軍的攻撃意思明確，宋哲元在抗戰與妥協中掙扎著。
7月21日，宋哲元致電中央，報告中日雙方約定前線軍隊撤退，並電呈天津交涉經過及協定內容：一、第二十九軍代表向日軍表示遺憾，處分責任者；二、中國不駐軍蘆溝橋城郊及龍王廟；三、徹底取消所謂藍方社、共產黨及其他抗日團體:5508。
7月22日，宋哲元會見熊斌、刘健群等國民政府中央代表，在獲知了中央的抗日決心後，他確定抗戰到底。
7月23日，蔣介石致宋哲元漾電：「至此事件之真正結束，自應以彼方退陽(七)日所增援部隊為重要關鍵。務希特別留意。」；宋哲元停止與日方談判，開始作應戰必要準備，中止第三十七師南調，命令石友三保安隊即行在西苑布防，並秘密調遣趙登禹部一個團進駐北平:5512-5513。
7月24日，宋哲元以和平為不可能之事，召集第二十九軍高級將領秦德純、劉汝明、趙登禹等人會商對策，決定重新部署，準備作戰:5515。7月25日，蔣電飭宋哲元注意日軍調動稱：「據確報，日本自二十二日起，其機械化部隊及大量汽車，皆極秘密向華北輸送。預料一星期內，必有大規模之行動，務望時刻防備，並積極部署，勿為所欺。」:5517
7月26日，蔣介石電宋哲元稱，此刻「應下決心如下：一、鞏固北平城防，立即備戰，切勿疏失；二、宛平城內，立即恢復戒備，此地點重要，應死守勿退；三、你本人立即到保定指揮，切勿在北平片刻停留；四、決心大戰，照中央昨電對滄保、滄石各線從速部署」；蔣再密電宋哲元稱，「此時先應固守北平、保定、宛平各城為基礎，切勿使之疏失。保定防務應有確實部隊負責固守。至平、津增援部隊，可直令仿魯（孫連仲）隨時加入也。」:5519。
7月27日，蔣介石令第二十九軍及北上支援部隊積極部署應戰，並電宋哲元固守北平；宋哲元電請蔣介石速派大軍兼程北上，以解北平之圍，蔣復電要宋「鎮靜謹守，穩守三日」，「嚴令各部加深壕溝，固守勿退，中央必星夜兼程，全力增援」:5522。
7月28日，蔣介石密電宋哲元：「孫（連仲）部應即進勿延；龐（炳勳）部現尚未集中，依令在滄州待後方部隊到後向前推進。先要固守現有陣地，然後方易出奇制勝。」:5525
宋率第29軍同日軍激戰，後來失敗，放棄北平、天津。因爲在是否組織防禦上猶豫不決，喪失北平、天津，宋哲元被中国国内輿論激烈撻伐。宋哲元任国民革命軍第1集團軍總司令，繼續同日本軍作戰。

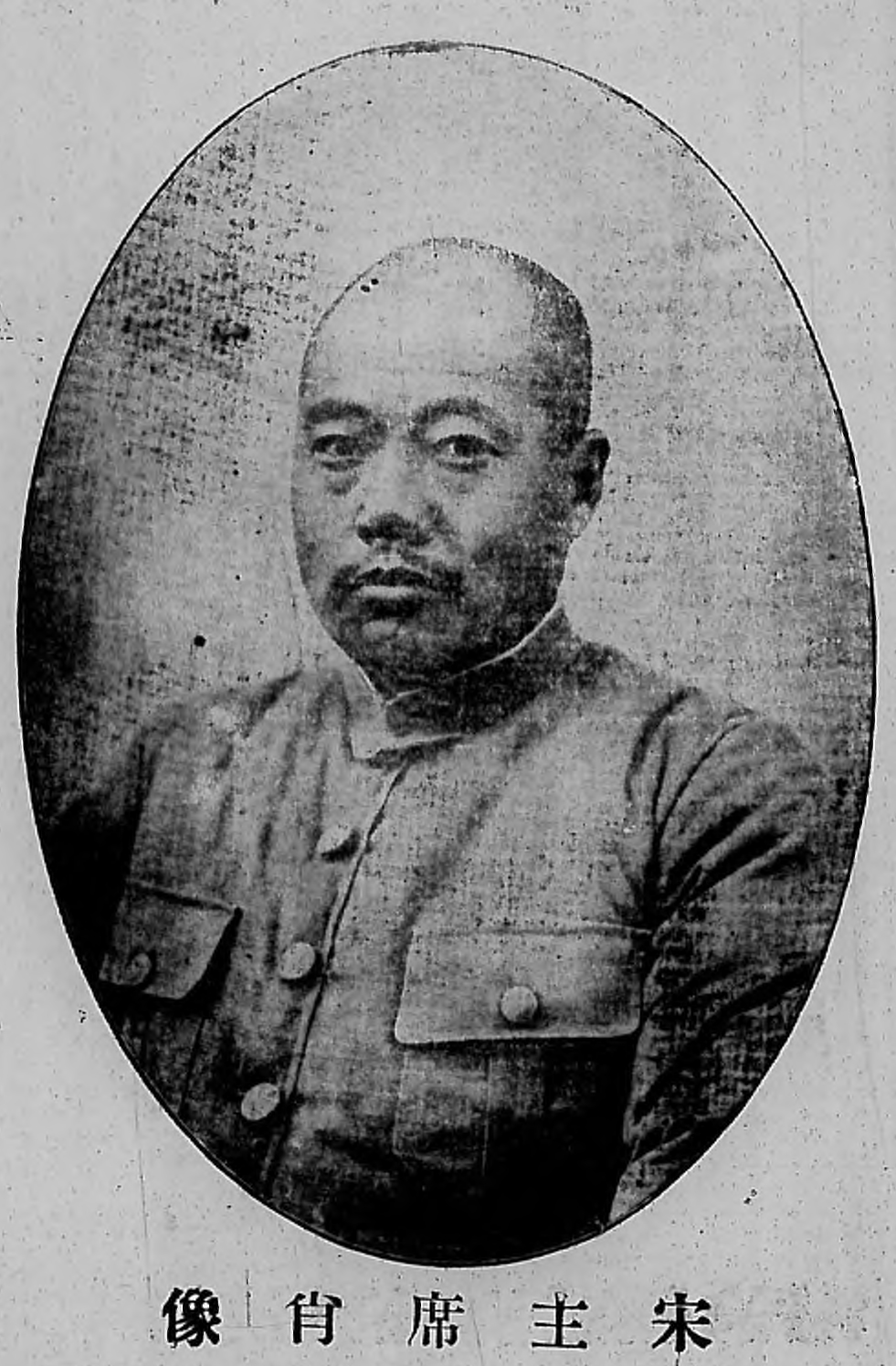

### 晩年
1938年春，宋哲元任第一战区副司令。1940年3月，不久染上肝病辞职，改任國民政府军事委员会委员并回到其夫人常淑清的故乡四川绵阳疗养。
1940年4月5日病逝，享年54歲（虛歲56歲）。葬于绵阳市富乐山山麓。其墓碑由冯玉祥亲书“宋上將明軒之墓”。宋哲元墓在1967年被红卫兵捣毁，1978年重建，现为四川省文物保护单位。

## 评价
国共双方都对其做出积极评价。国民政府追授其为一级陸軍上将。中共方面朱德和彭德怀赠挽联一幅：“一战一和，当年变生瞬间，能大白于天下；再接再厉，后起大有人在，可无忧乎九泉”。

### 引用
1. ↑  . epaper.gmw.cn.   [2024-06-10]. （原始内容存档于2024-06-10）.
2. 1 2 3 4 5 6 7 8 9 10 11 12 13 14 15 16 17 18 19 20 21 22 23 24 25 26 27 28 29 30 31 32 33 34 35 36 37 38  李新總主編，中國社會科學院近代史研究所中華民國史研究室，韓信夫、姜克夫主編 (编). . 北京: 中華書局. 2011. ISBN 9787101079982.
3. ↑  《國聞周報》第十二卷四十二期
4. ↑  李新 總主編，中國社會科學院近代史研究所中華民國史研究室 編，周天度、鄭則民、齊福霖、李義彬 等 著：《中華民國史》第八卷，北京：中華書局，2011年7月，第375頁
5. ↑  秦孝儀 主編，中國國民黨中央委員會黨史委員會：《中華民國重要史料初編——對日抗戰時期》緒編（一），台北：中央文物供應社，1981年，第711、713頁
6. ↑  中華民國外交問題研究會編纂：《中日外交史料叢編》（五），台北，1966年，第469頁
7. ↑  秦孝儀 主編，中國國民黨中央委員會黨史委員會：《中華民國重要史料初編——對日抗戰時期》緒編（一），台北：中央文物供應社，1981年，第714－715頁
8. ↑  李雲漢：《抗戰前華北政局史料》，台北：正中書局，1982年，第652頁
9. ↑  李雲漢：《宋哲元與七七抗戰》，台北：傳記文學出版社，1973年，第93頁
10. ↑  今井武夫夫婦還應邀出席了宋哲元女兒的婚禮。
11. ↑  .   [2011-12-15]. （原始内容存档于2015-04-02）.
12. ↑  『蒋介石秘録下』产经新闻社刊、207p。